# La commediante veneziana
La commediante veneziana è una miniserie televisiva in 5 puntate, trasmessa dalla Rete 1 a partire dal 15 aprile 1979, diretta da Salvatore Nocita. La sceneggiatura è di Fabio Pittorru, tratta dal romanzo omonimo di Raffaele Calzini.

## Trama
La vicenda si svolge nella Venezia del XVIII secolo, dove Teodora Ricci, attrice veneziana, è l'amante di don Pietro Grataròl, segretario di Stato; l'amore tra i due provoca la gelosia di Carlo Gozzi che ordisce una congiura allo scopo di stroncare la carriera politica del rivale. Lo spunto viene da una commedia messa in scena in teatro dove un personaggio, ispirato a Grataròl, viene caricaturato fino a provocarne il dileggio in tutta la città, frustrando e compromettendo definitivamente la sua carriera.
I due amanti, nonostante il loro amore non venga meno, saranno costretti a lasciarsi e Grataròl morirà in esilio, a bordo di una nave che naviga nell'Oceano Indiano, mentre Teodora morirà in manicomio.